# Allenwood
Allenwood (en gaèlic irlandès Fiodh Alúine) és una vila d'Irlanda, al comtat de Kildare, a la província de Leinster. Es troba en el camí del Gran Canal a uns 50 km de Dublín i a mig camí entre Rathangan i Clane al nord del comtat de Kildare.
La carretera principal que travessa Allenwood és la R403 i el poble està a 20 km de les autopistes M4 (al nord) i M7 (al sud) autopistes. Les empreses de la zona se centren a la cruïlla, i es componen de diverses botigues i una casa pública. També hi ha un parc empresarial on hi havia l'antiga central elèctrica.

## Història
Allenwood es va desenvolupar al segle xix com a estació de diligències al llarg de la Ruta d'Edenderry. Més tard el desenvolupament residencial es va produir principalment a les carreteres locals, a l'est del llogaret.
A Allenwood hi havia una antiga central elèctrica alimentada amb la torba de les terres pantanoses del voltant. La central va ser construïda en 1952 per l'Electricity Supply Board (ESB). La torre de refrigeració, que es podia veure des de més de 30 km, va ser demolida poc després de la retirada de la central el 1994.
El Bord na Móna va establir un campament per als seus treballadors entre la cruïlla d'Allenwood Creu i la propera pedrera Roadstone a Allen. El parc industrial situat al nord-oest del llogaret ha crescut al voltant de la ubicació de l'antiga central elèctrica ESB.